# Gentioux-Pigerolles
Gentioux-Pigerolles è un comune francese di 397 abitanti situato nel dipartimento della Creuse nella regione della Nuova Aquitania.

## Gallery

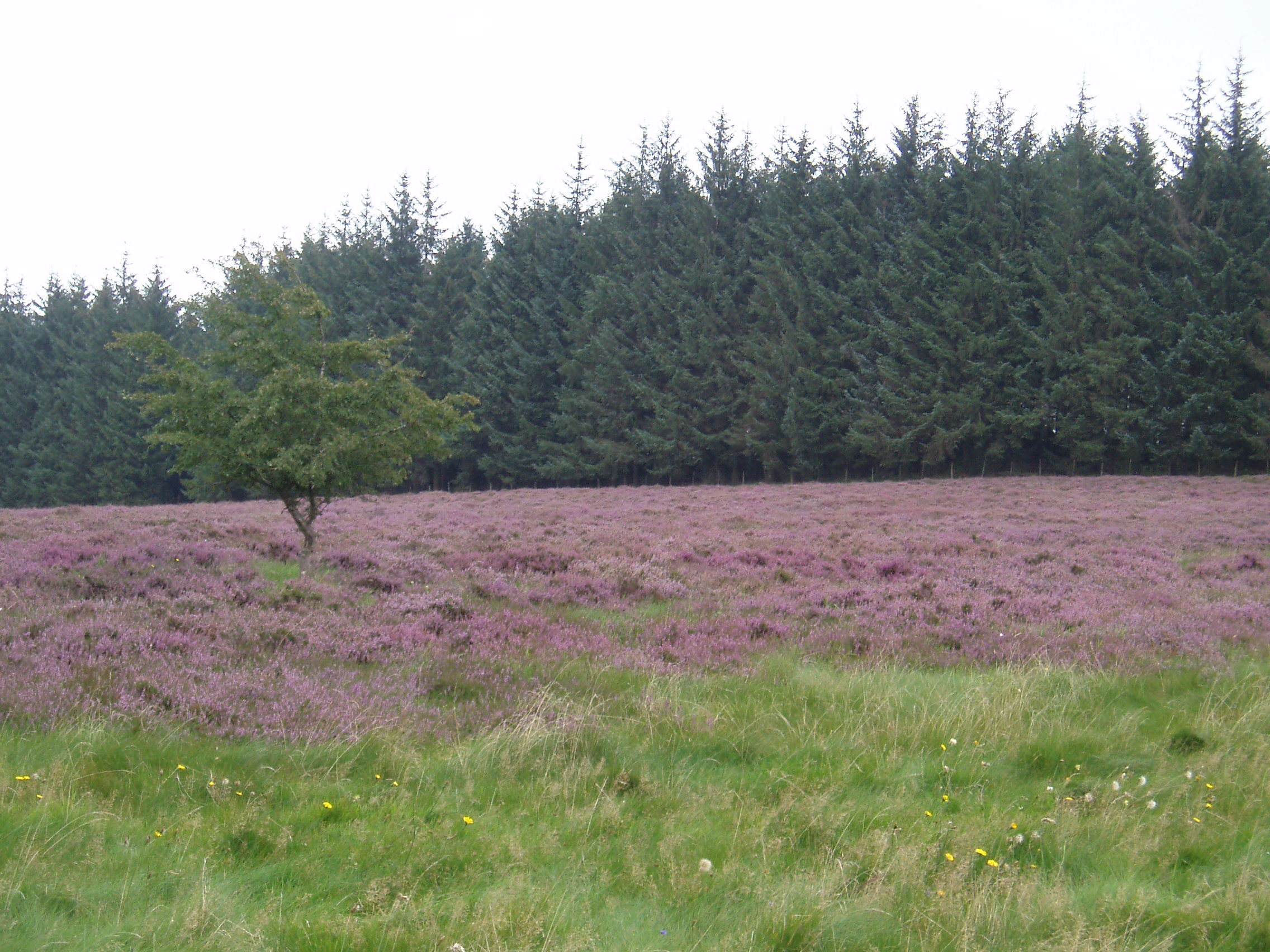
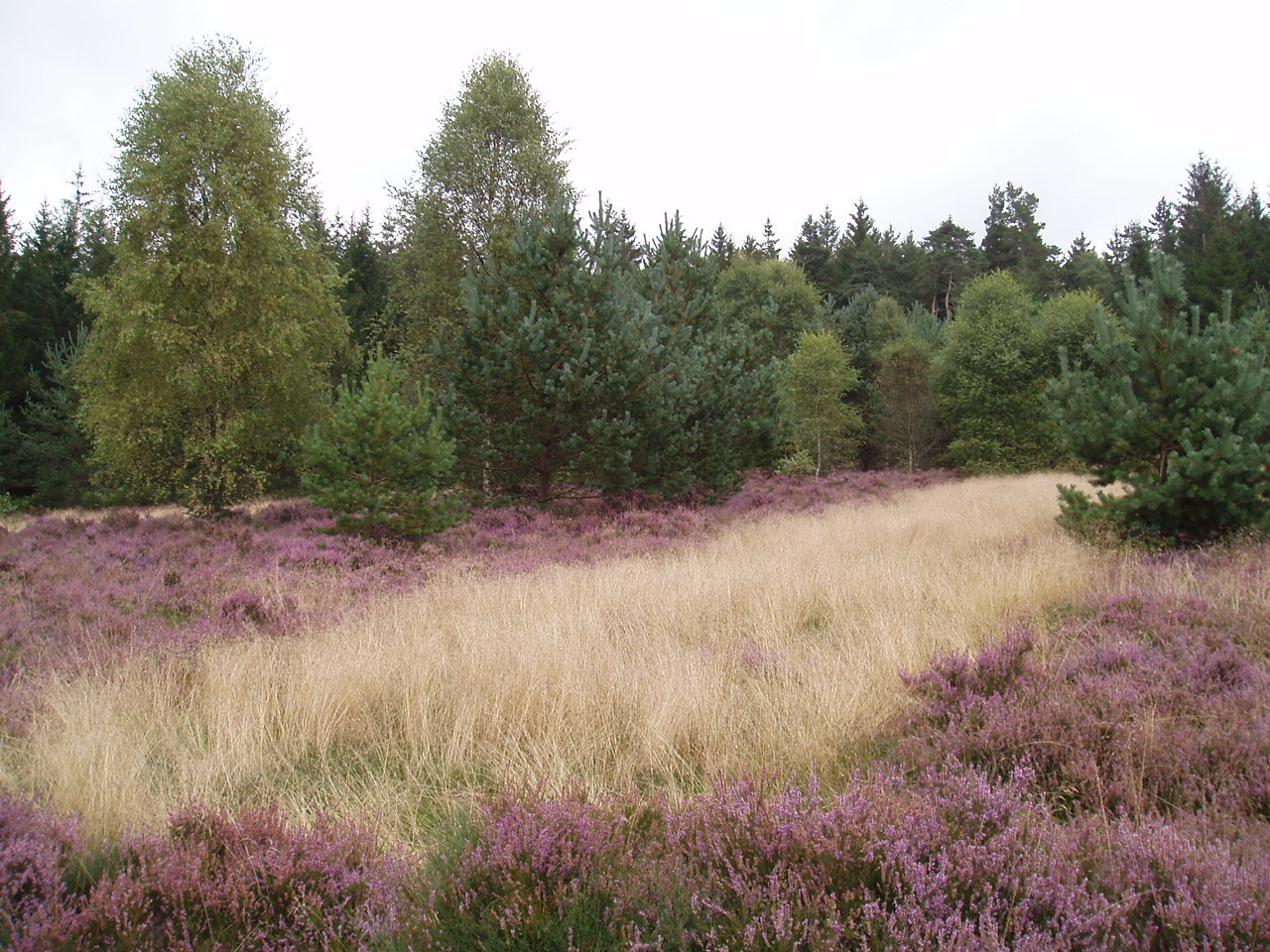
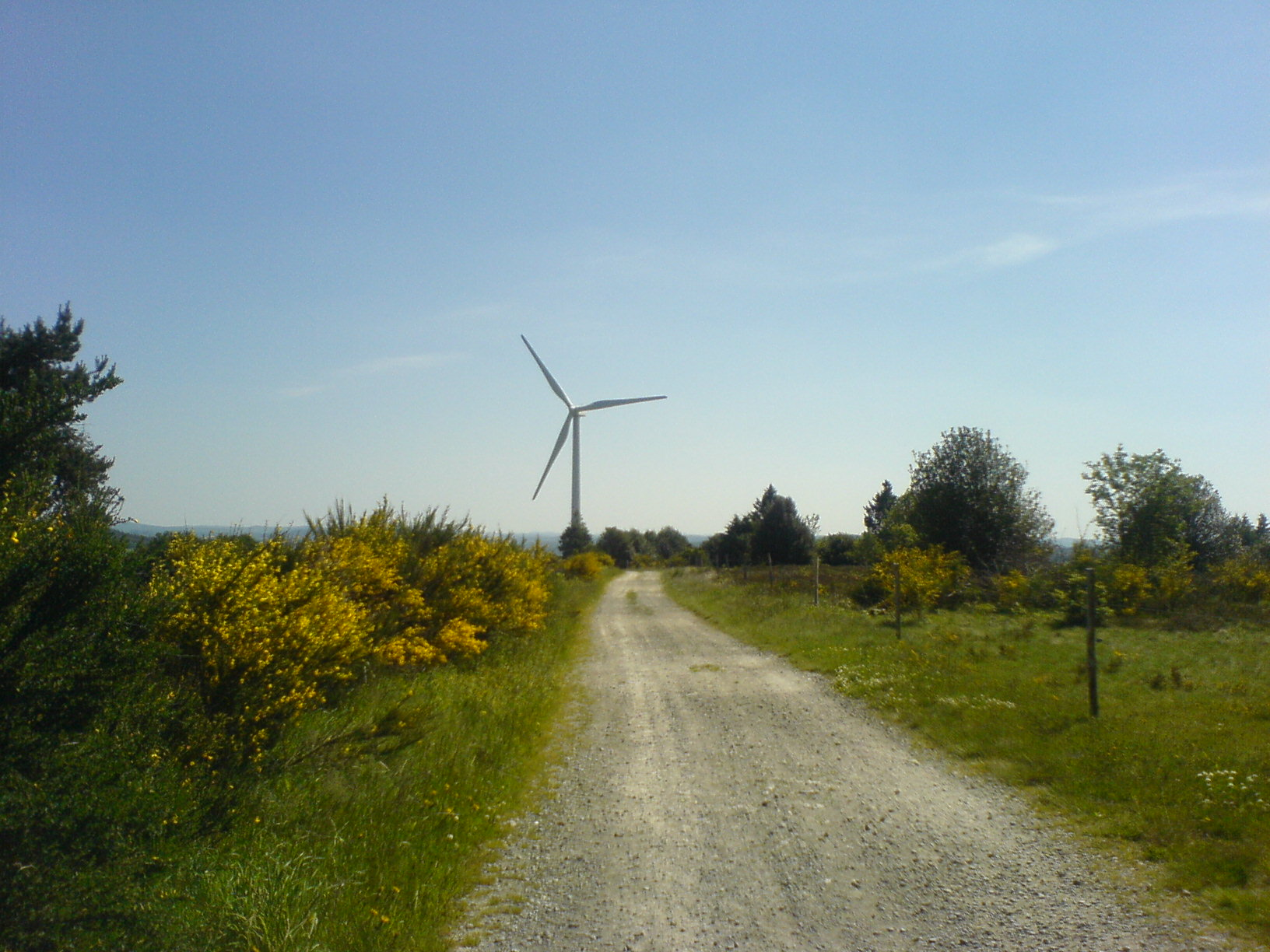
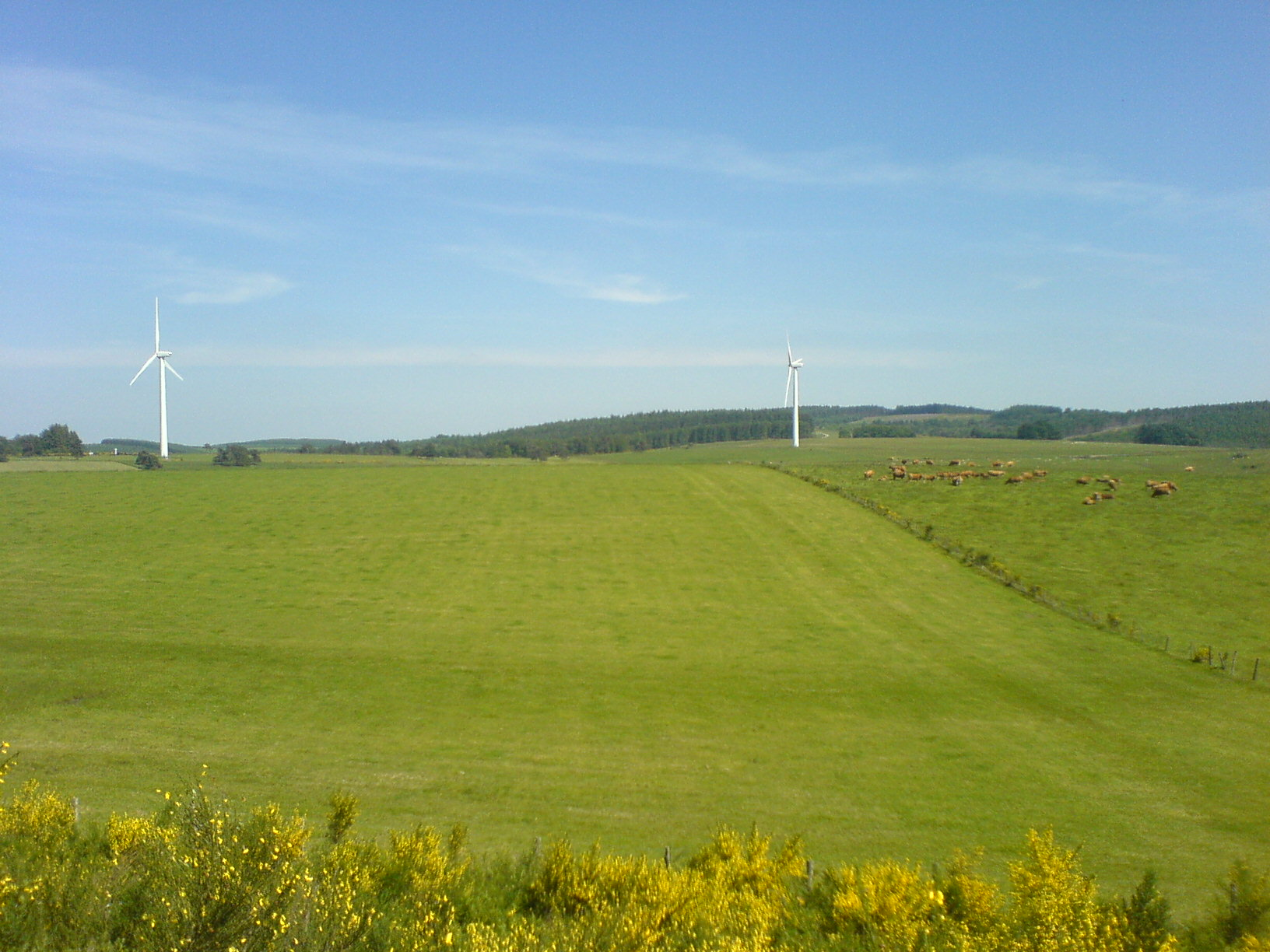
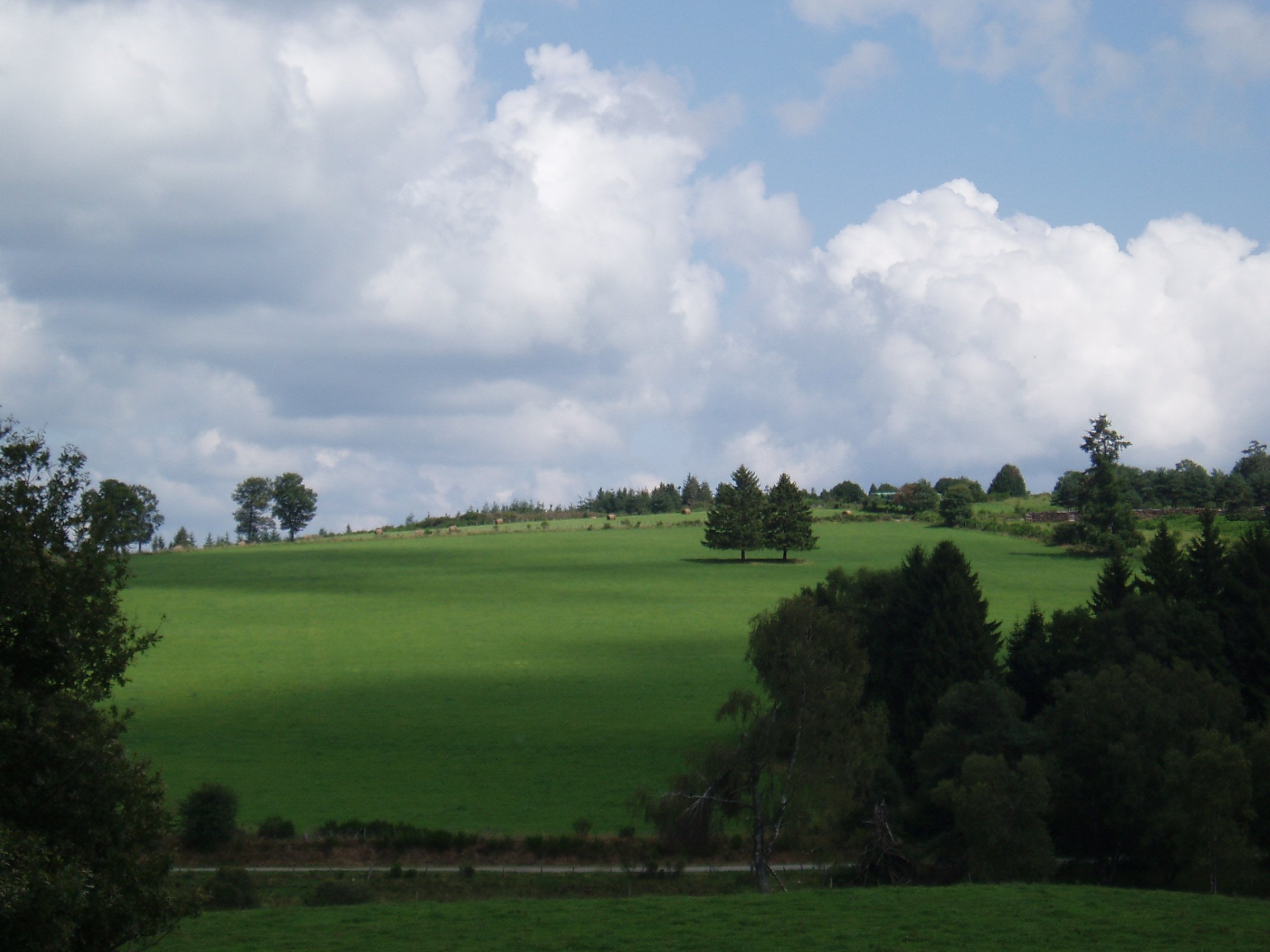
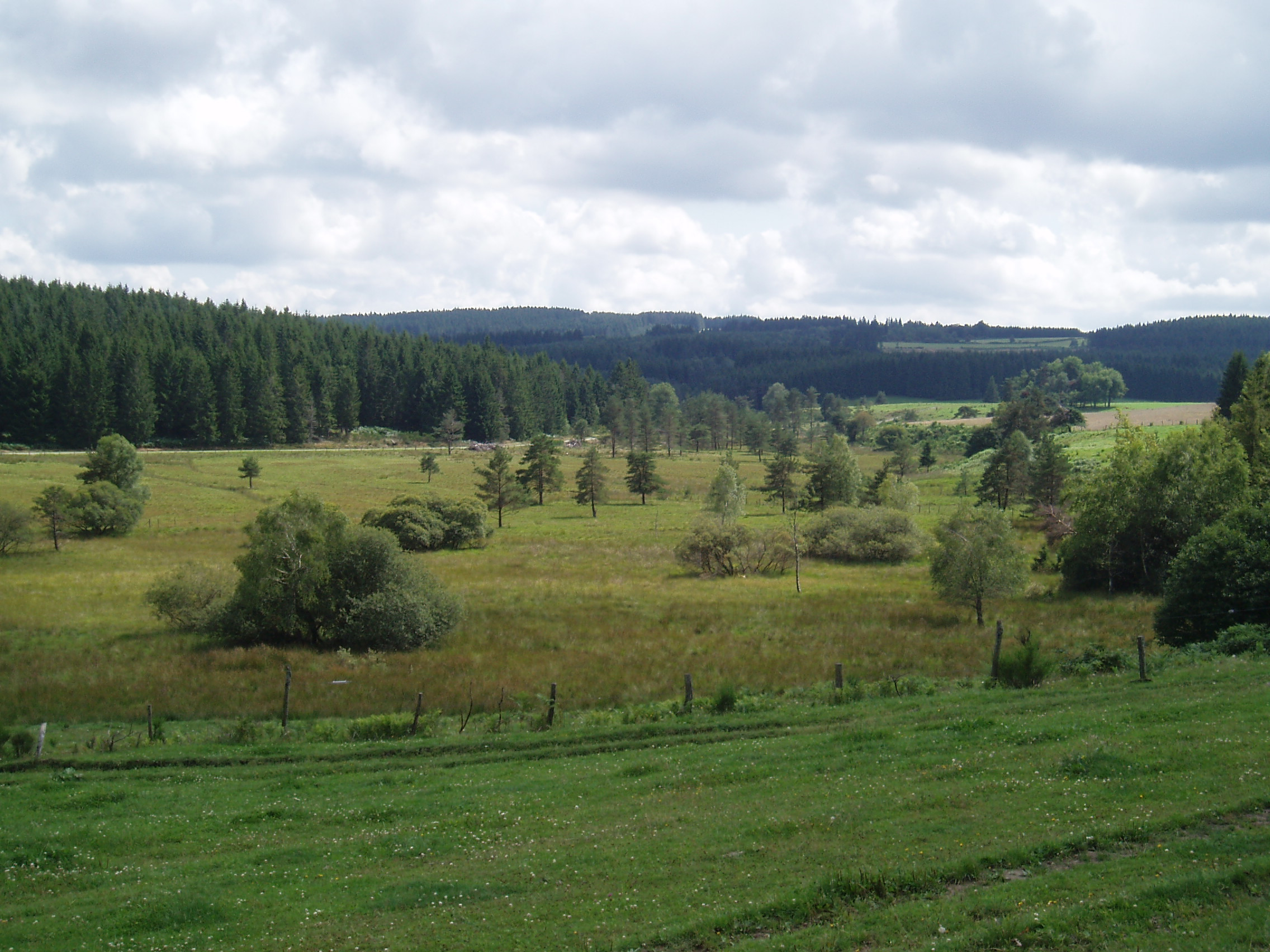
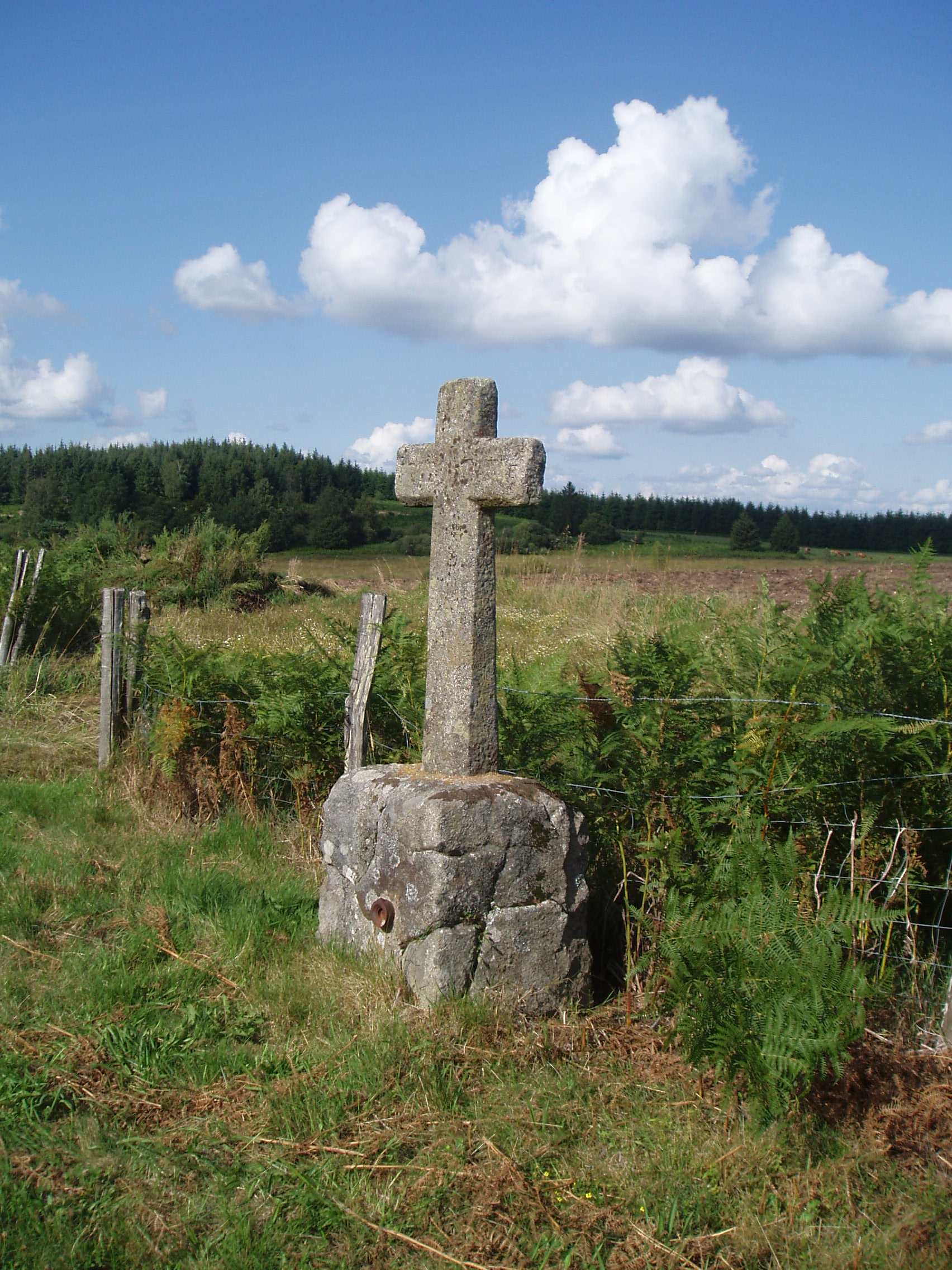
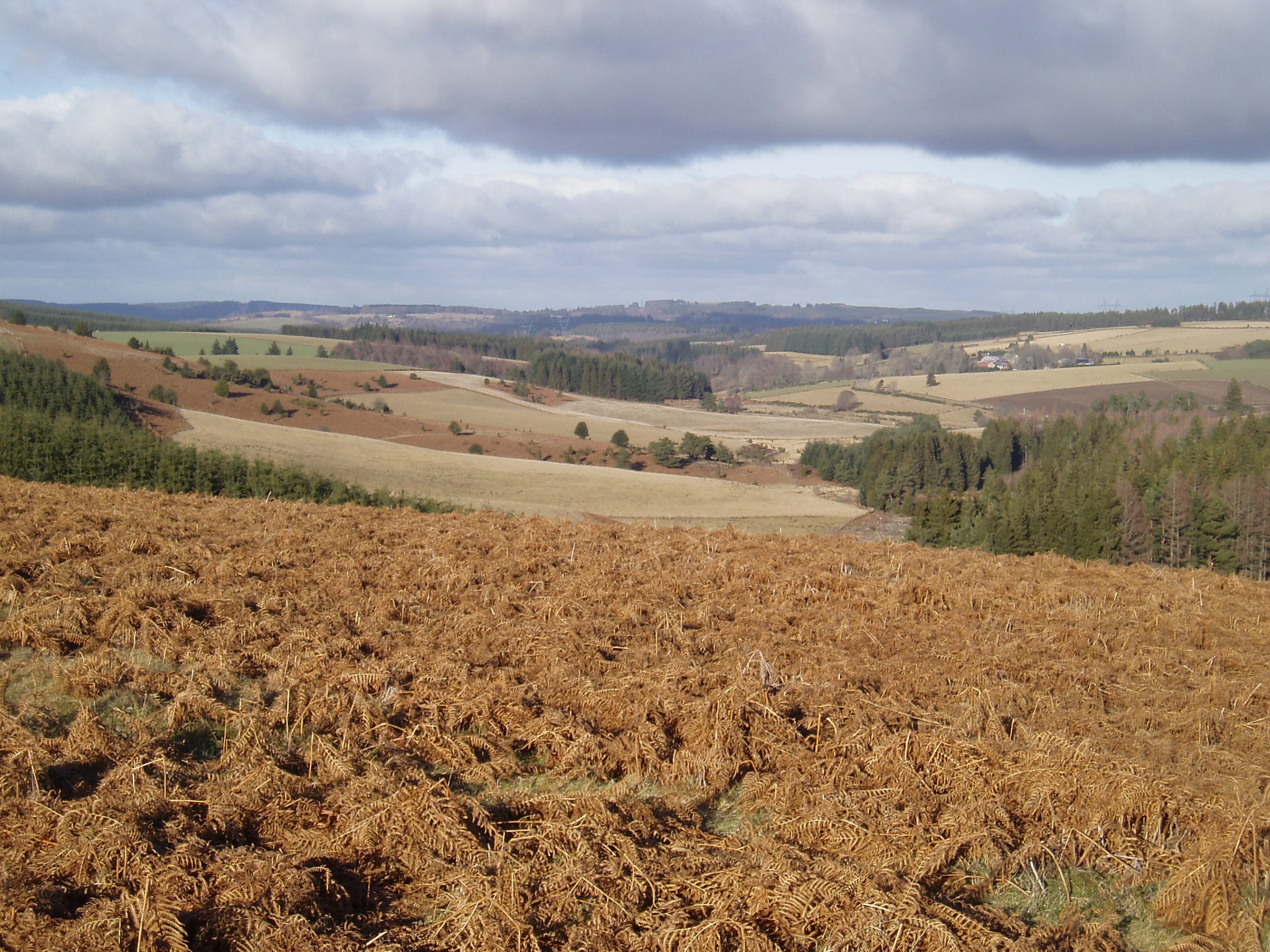

## Società

### Evoluzione demografica
Abitanti censiti